# Jana Sotonová
Jana Sotonová (13. března 1986 – 17. srpna 2014) byla česká investigativní žurnalistka. Vystudovala Univerzitu Palackého v Olomouci a již během studií začala spolupracovat s českými periodiky. Psala pro Lidové noviny či Hospodářské noviny a od roku 2011 spolupracovala s Českou televizí, pro niž připravovala reportáže do pořadu Reportéři ČT. V řešených kauzách se zaměřovala na plýtvání veřejnými financemi, kontroverzemi při správě památek nebo dění ve veřejnoprávních médiích. Věnovala se ale také lidem, jež se sami obtížně bránili byrokratickým nařízením. Věnovala se například ženě vypovězené Celní správou ze zaměstnání, která posléze zůstala celkem šestnáct let bez zaměstnání a příjmů, či chlapci postiženém autismem vůči němuž se necitlivě zachovala úřední moc nebo se také zaměřila na nevýhodnou dodávku zimních bund pro armádu České republiky. Sotonová zemřela při dopravní nehodě na křižovatce silnic I/17 a I/35 západně od obce Zámrsk.

## Ocenění
V závěru dubna 2015 získala Sotonová in memoriam při vyhlašování nominací Novinářské ceny za rok 2014 čestné uznání za přínos televizní publicistice a v kategorii audiovizuální žurnalistiky „Nejlepší reportáž“ totéž ocenění za reportáž Pacienti na dálkové ovládání o nemocných Parkinsonovou chorobou. Při vyhlašování 18. ročníku soutěže „Prix non pereant – Média na pomoc památkám“ získala navíc první místo v kategorii televize za reportáž „Terazky“ jde o zámek, kterou 19. května 2014 odvysílala Česká televize v rámci pořadu Reportéři ČT.